# Братерський Микола Феліксович
Микола Феліксович Братерський-Станкевич (24 грудня 1898, Київ — 7 липня 1956, Київ) — український радянський актор театру і кіно. Заслужений артист УРСР з 1949 року.

## Біографія

Могила Миколи Братерського

Народився 1898 року в Києві. Закінчив театрально-інструкторські курси в Києві (навчався у В. Сладкопевцева). Працював у трупах П. К. Саксаганського, М. К. Садовського, в 1924—1956 роках (з перервами) — актор Київського українського драматичного театру імені І. Франка.
У кіно — з 1928 року.
Жив у Києві. Помер 7 липня 1956 року. Похований на Байковому кладовищі.
Син — скульптор Тарас Братерський (1926—2011), онука — кінознавиця, завідувачка кафедри кінознавства Київського національного університету театру, кіно і телебачення імені І. К. Карпенка-Карого Марина Братерська-Дронь (нар. 1958).

## Фільмографія
- «Джальма» (1928) — Петро Козолуп;
- «Вітер з порогів» (1929) — Степан, молодий лоцман;
- «Життя в руках» (1930) — робітник;
- «Колективістична весна» (1930; короткометражний) — голова комітету незаможників;
- «Моє» (1934);
- «Митько Лелюк» (1938) — польський полковник;
- «Вершники» (1939) — Оверко Половець, зрадник, син Мусія;
- «Кубанці» (1939) — Василь Митрич;
- «Ескадрилья № 5» (1939) — полковник;
- «Маяк» (1942);
- «Як гартувалася криця» (1942) — в епізоді;
- «Веселка» (1943) — Петро Гаплик, староста
- «Педагогічна поема» (1955) — в епізоді;
- «Море кличе» (1955) — Андрій Петрович, бригадир.